# Erika Arlt

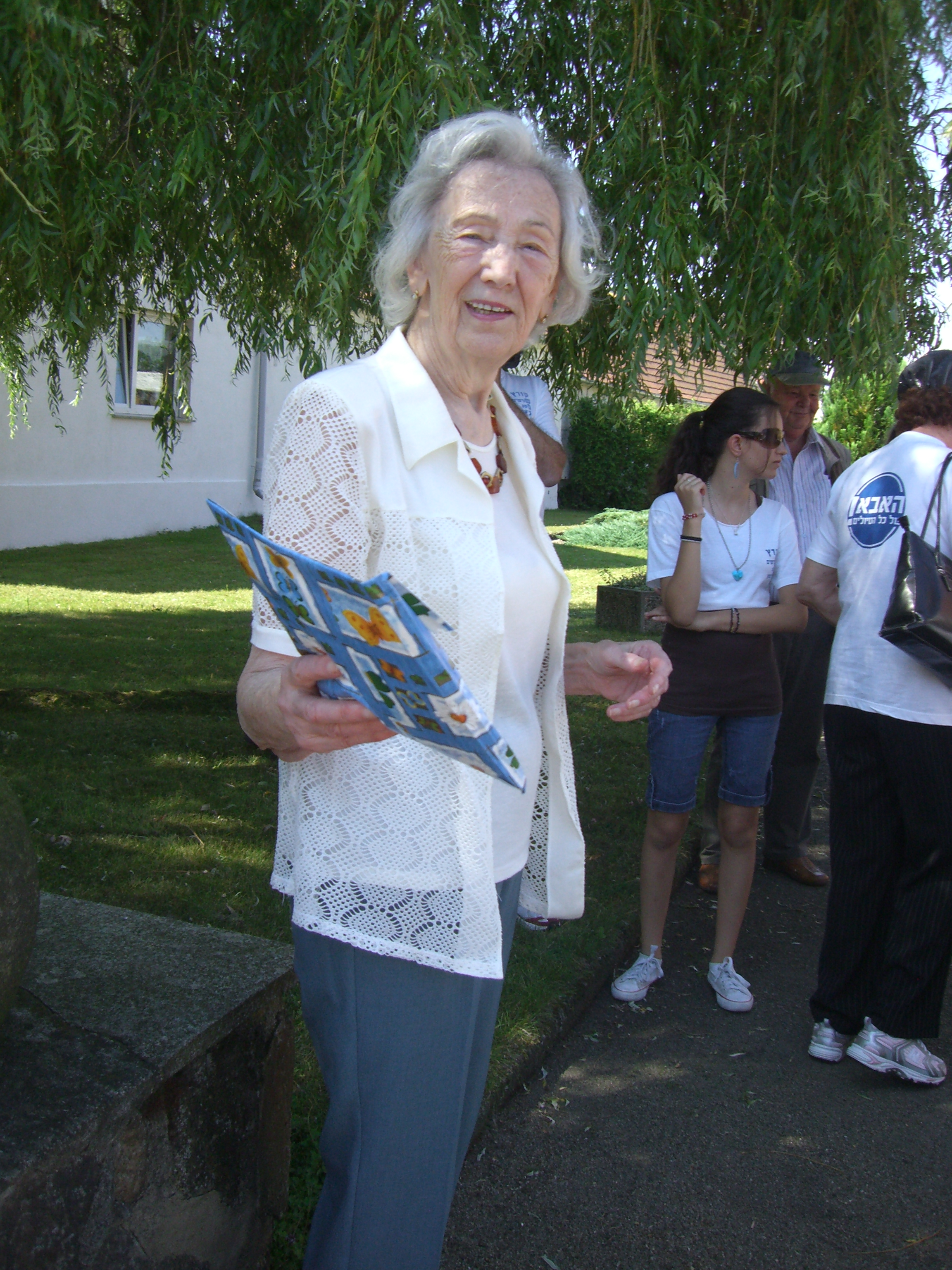
Erika Arlt (2008)

Erika Arlt (* 30. März 1926 in Oberröblingen als Erika Röder; † 12. November 2015) war eine deutsche Heimatforscherin. Für ihre Forschungsarbeit um das Schicksal der Überlebenden des Verlorenen Zuges und der damit verbundenen Ereignisse in den letzten Tagen des Zweiten Weltkrieges sowie ihr Engagement zur Erhaltung und Pflege des jüdischen Friedhofs im südbrandenburgischen Tröbitz im Landkreis Elbe-Elster wurde sie 1997 mit dem Bundesverdienstkreuz am Bande geehrt.

## Leben

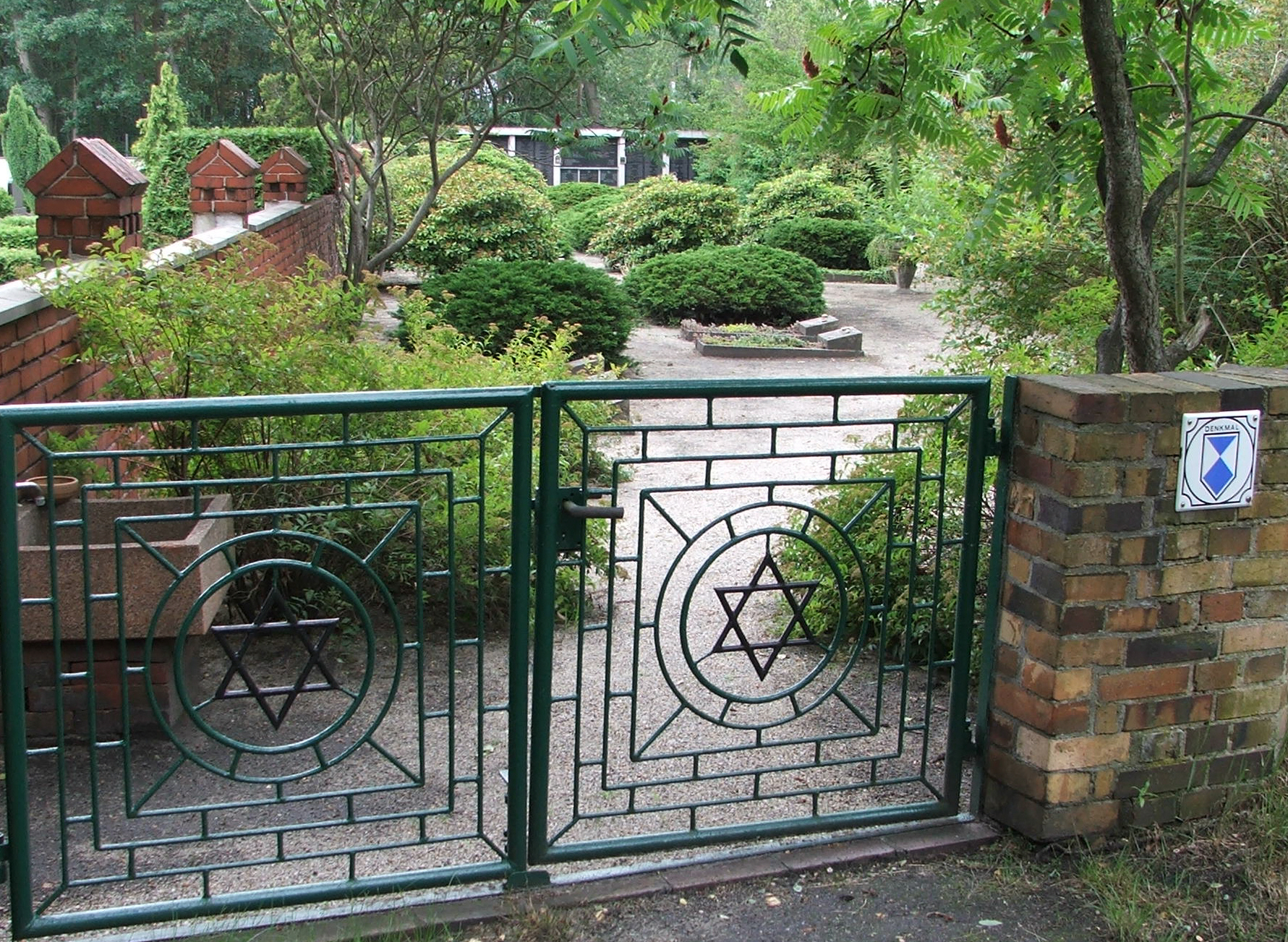
Der jüdische Friedhof in Tröbitz

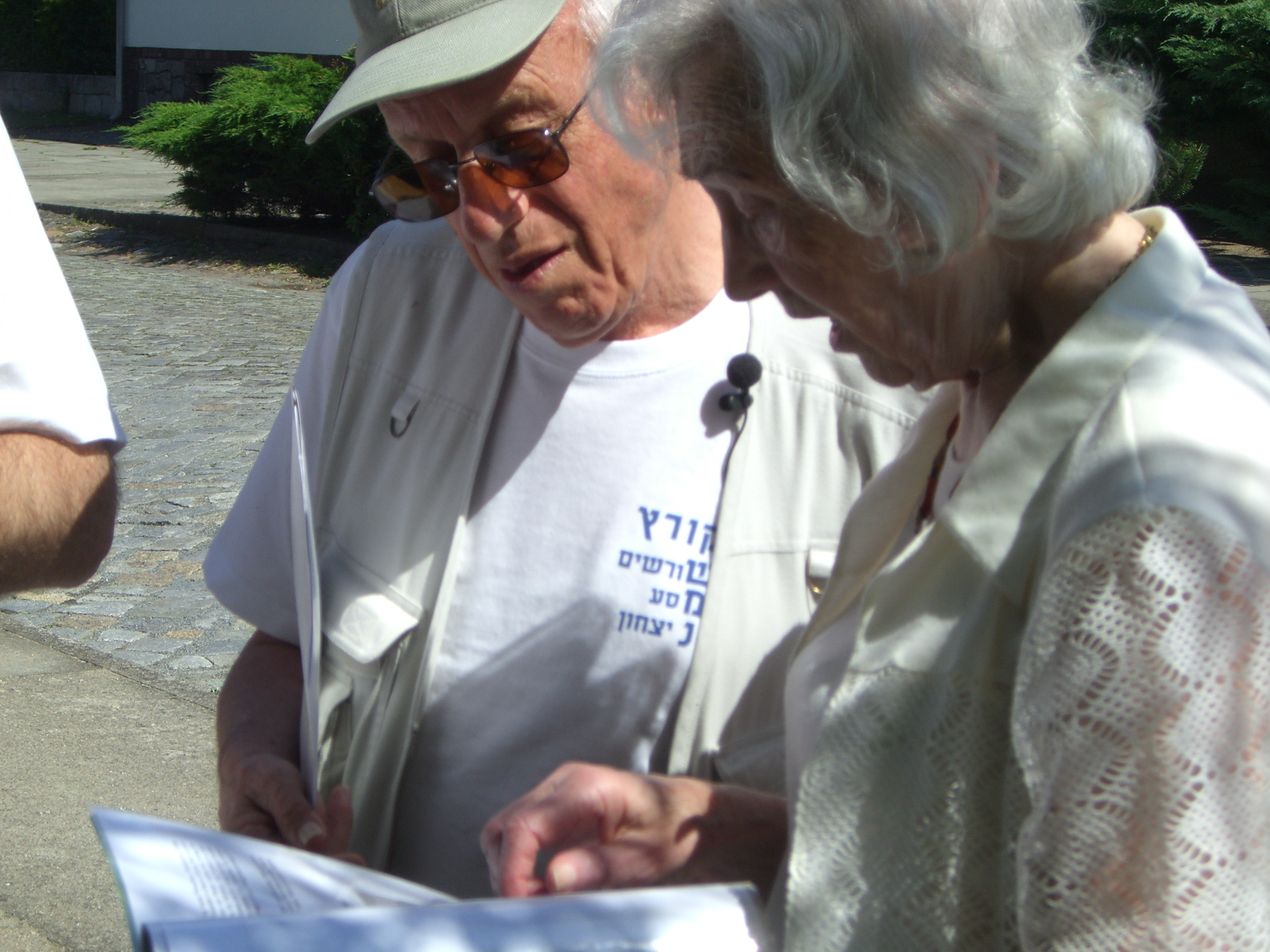
Erika Arlt 2008 gemeinsam mit dem Holocaust-Überlebenden Arieh Koretz

Die 1926 in Oberröblingen bei Sangerhausen geborene Arlt erlangte in den Jahren 1940 bis 1942 einen kaufmännischen Abschluss an der Städtischen Handelsschule Halle. Nach mehreren buchhalterischen Tätigkeiten auf landwirtschaftlichen Gütern heiratete sie 1952 Richard Arlt und war fortan als Hausfrau tätig. Seit 1957 lebte sie in der südbrandenburgischen Gemeinde Tröbitz und folgte damit ihrem Ehemann, welcher bereits 1952 dorthin versetzt worden war. Von 1970 bis 1974 arbeitete sie auf dem Wehrkreiskommando Bad Liebenwerda, danach bis 1988 beim Elektroanlagenbau Tröbitz. In Tröbitz beschäftigte sie sich insbesondere seit den 1980er Jahren mit der Erforschung der Ereignisse um den sogenannten Verlorenen Zug, einem Transport mit etwa 2000 völlig erschöpften jüdischen Häftlingen aus dem KZ Bergen-Belsen, der in den letzten Tagen des Zweiten Weltkrieges im April 1945 in Tröbitz ankam. In jahrelanger Kleinarbeit dokumentierte sie die Ereignisse während der Fahrt sowie der Zeit, nachdem der typhusverseuchte Zug Tröbitz erreichte und noch einmal Opfer unter den Insassen, aber auch unter den Einwohnern forderte, die sich bei der Pflege der Kranken in dem unter Quarantäne gestellten Ort ansteckten.
Arlt war eine wichtige Ansprechpartnerin für die Überlebenden sowie die Angehörigen der Opfer des Transportes bei Nachforschungen und Besuchen in Tröbitz.
Erika Arlt, die schon 1999 die 40-seitige Dokumentation Die jüdischen Gedenkstätten Tröbitz, Wildgrube, Langennaundorf und Schilda veröffentlichte, übergab 2008 eine mehrbändige Materialsammlung mit ihren Erkenntnissen über den „Verlorenen Zug“ dem Finsterwalder Kreismuseum und der Gedenkstätte in Bergen-Belsen. Im April 2011 erschien unter ihrer Regie eine komplett überarbeitete und erweiterte Fassung der 1999er Dokumentation über die jüdischen Gedenkstätten. Kurz zuvor wurden die Verdienste von Erika Arlt auch im Buch Verplicht gelukkig der niederländischen Autorin Saskia Goldschmidt gewürdigt, die in dieser Familienchronik der Tröbitzerin mehrere Seiten widmete.

## Ehrungen
- 1997: Bundesverdienstkreuz am Bande
- 2009: „Preis für Heimatgeschichte“ des Landkreises Elbe-Elster

## Schriften
- Der verlorene Transport aus dem KZ Bergen-Belsen. In: Heimatkalender für den Altkreis Bad Liebenwerda, das Mückenberger Ländchen, Ortrand am Schraden und Uebigau-Falkenberg. Hrsg. Arbeitsgemeinschaft für Heimatkunde e.V. Bad Liebenwerda, Bad Liebenwerda 1995, S. 89–94.
- Niemals vergessen. Eigenverlag, 1996, 110 Seiten.
- Die jüdischen Gedenkstätten Tröbitz, Wildgrube, Langennaundorf und Schilda im Landkreis Elbe-Elster. Hrsg. Landkreis Elbe-Elster, Herzberg 1999, 40 Seiten. (2., erweiterte Auflage 2011, 88 Seiten)
- Rainer Bauer (Hrsg.): Erika und Richard Arlt: zwei Leben für die DDR: ein deutsches Geschichtsbuch, verlag am park, Berlin, 2017, ISBN 978-3-945187-90-6.